# Sheriffen i Dodge City
Sheriffen i Dodge City är en amerikansk västernfilm från 1957.

## Handling
Handlingen är baserad på den berömda revolverstriden vid O.K. Corral mellan sheriffen Wyatt Earp, hans bröder, Doc Holliday på den ena sidan och Clantongänget på den andra. 

## Rollista (urval)
- Burt Lancaster - Sheriff Wyatt Earp
- Kirk Douglas - Doc Holliday
- Rhonda Fleming - Laura Denbow
- John Ireland - Johnny Ringo
- John Hudson - Virgil Earp
- DeForest Kelley - Morgan Earp
- Martin Milner - James Earp
- Lyle Bettger - Ike Clanton
- Dennis Hopper - Billy Clanton
- Jo Van Fleet - Kate Fisher
- Earl Holliman - Vicesheriff Charlie Bassett